# Kylmäkoski
Kylmäkoski là một đô thị của Phần Lan.
Đô thị này tọa lạc tại tỉnh Tây Phần Lan trong vùng Pirkanmaa. Đô thị này có dân số 2.632 người (thời điểm năm 2003) với diện tích là 199,53 km² trong đó có 8,61 km² là diện tích mặt nước. Mật độ dân số là 13,2 người trên mỗi km².
Đô thị này chỉ sử dụng tiếng Phần Lan.